# Plagionotus lugubris
Plagionotus lugubris är en skalbaggsart som först beskrevs av Édouard Ménétries 1832.  Plagionotus lugubris ingår i släktet Plagionotus och familjen långhorningar.
Artens utbredningsområde är Iran. Inga underarter finns listade i Catalogue of Life.